# Promachus bottegoi
Promachus bottegoi är en tvåvingeart som beskrevs av Corti 1895. Promachus bottegoi ingår i släktet Promachus och familjen rovflugor.
Artens utbredningsområde är Etiopien. Inga underarter finns listade i Catalogue of Life.